# Anna mazowiecka

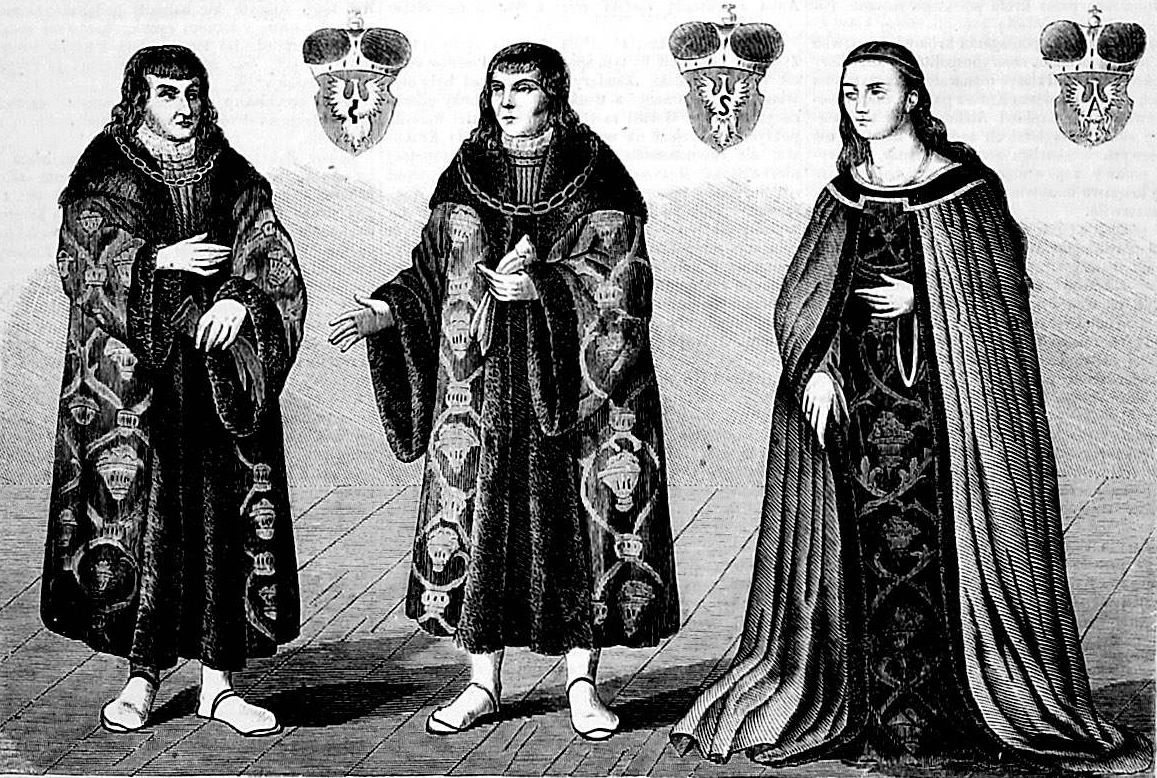
Ostatni książęta mazowieccy: Janusz, Stanisław i Anna

Anna (ur. ok. 1498, zm. po 26 stycznia 1557 w Jarosławiu) – księżna mazowiecka z dynastii Piastów. Ostatnia przedstawicielka linii Piastów mazowieckich.

## Życiorys
Córka księcia mazowieckiego Konrada III Rudego i Anny Radziwiłłówny. Siostra książąt Janusza III i Stanisława.
Po śmierci Janusza III grupa możnych związanych z dworem książąt mazowieckich podjęła próbę zachowania prawnej odrębności Mazowsza. W 1526 wypowiedziała się przeciw inkorporacji tej dzielnicy do Korony i ogłosiła Annę, ostatnią przedstawicielkę rodu, udzielną księżną. Opór owych możnych przeciw inkorporacji, wywołany w dużej mierze ich obawami przed utratą własnego znaczenia po przyłączeniu księstwa do Korony, podsycały siły polityczne zainteresowane utrzymaniem dotychczasowego statusu lenna mazowieckiego – obok samej Anny Mazowieckiej między innymi Albrecht Hohenzollern oraz Bona Sforza, planująca uczynić z Mazowsza dziedziczne księstwo dla Zygmunta Augusta. Do oporu przeciw złączeniu lenna mazowieckiego z Koroną zachęcali również Habsburgowie (na tle rywalizacji z Polską o wpływy w Mołdawii), spokrewniony z mazowieckimi Piastami siedmiogrodzki ród Batorych oraz jedno ze stronnictw możnowładców koronnych. Plany wydania Anny za brata księcia pruskiego – Wilhelma Hohenzollerna załamały się wobec oburzenia, jakie zapanowało wśród szlachty koronnej oraz przeciwdziałania Bony Sforzy. Wkrótce potem królowa Bona nie chcąc zaogniać konfliktów wewnętrznych zrezygnowała również z wydania jej (mimo próśb mazowieckich możnych) za samego Zygmunta Augusta. W tej sytuacji, a także z uwagi na dużą akceptację dla zjednoczenia z Koroną drobnej i średniej szlachty mazowieckiej (inkorporacja była dla niej korzystna, gdyż odsuwała groźbę jej deklasacji), możni zgromadzeni w Radzie Książęcej zawarli kompromis z królem polskim. Księstwo mazowieckie w obrębie Korony zgodnie z porozumieniem zachować miało swe odrębności prawne (statuty książęce) oraz miało być zarządzane przez odrębnego namiestnika zwanego vicesgerentem, który miał być obierany spośród mazowieckiego możnowładztwa – był więc niejako równoważny stanowisku dawnych książąt. Anna ustąpiła i przyjęła od Zygmunta I Starego stosowne uposażenie. Jej własnością do zamążpójścia były Goszczyn, pobliski Bądków, Osieck, Garwolin, Latowicz oraz Liw, Piaseczno i dwór w Warszawie. W swoich dobrach wykazała się zaradnością i gospodarnością, przyczyniając się do ich rozwoju.
W 1536 księżna Anna zawarła małżeństwo ze Stanisławem Odrowążem ze Sprowy. Odmówiła jednak królowi zwrotu swoich dóbr w zamian za 10 000 dukatów węgierskich posagu. Wywołało to konflikt młodej pary z Zygmuntem I Starym, doprowadziło do pozbawienia Odrowąża jego urzędów, a nawet do potyczek zbrojnych wojsk koronnych i prywatnych oddziałów księżnej mazowieckiej. Spór zakończył sejm z 1537, który zmusił Annę i jej męża do złożenia przysięgi przed królem, zrzeczenia się praw dziedzicznych do Mazowsza i jej włości na rzecz Korony.
Po opuszczeniu Mazowsza, Anna osiadła w dobrach Odrowążów Sprowskich. Przez resztę życia przebywała głównie na zamku w Jarosławiu, gdzie ok. 1540 urodziła jedyną córkę Zofię.
Zmarła i została pochowana w Jarosławiu.

## Inne informacje
- W 1525 roku o rękę Anny starał się Albrecht Hohenzollern. Jego zabiegi dynastyczne miała jednak powstrzymać stanowcza polityka Bony Sforzy.
- Po rezygnacji Anny z praw do Mazowsza większość jej skonfiskowanych majątków przypadła królowej Bonie Sforzy, która prawdopodobnie była inspiratorką sądu sejmowego z 1537.
- Na cześć księżnej Anny jej imieniem nazwano jedną z maszyn świdrujących tunel do drugiej linii warszawskiego metra[1].
- W Warszawie istnieje Szpital Kliniczny im. ks. Anny Mazowieckiej.
- Wśród potomków Anny mazowieckiej byli hetman Jerzy Sebastian Lubomirski, targowiczanin Szczęsny Potocki, marszałek Stanisław Małachowski, Adam Kazimierz Czartoryski[2].